# Миън

Остров Миън (на английски: Meighen) е 40-ият по големина остров в Канадския арктичен архипелаг. Площта му е 955 км2, която му отрежда 50-о място сред островите на Канада. Административно принадлежи към канадската територия Нунавут. Необитаем. Остров Миън е едно от най-отдалечените и неприветливи места на Земята.
Островът се намира в северозападната част на архипелага, казположен между островите Аксел Хайберг на изток от който го отделя 38-километровият проток Свердруп и Елеф Рингнес на 93 км запад – протока Пири. На 24 км на юг от него се намират групата острови Фей, а тесния проток Хосе, отделя на север от него малкия остров Перли. На северозапад и север от острова са беркрайните простори на Северния ледовит океан.
Бреговата линия с дължина 188 км е слабо разчленена. От север на юг дължината на острова е 57 км, а ширината му варира от 14 км на юг до 26 км на север.
Целият остров представлява ниско, слабохълмисто плато със средна надморска височина около 80 м. В източната част на острова, на 5 км от източния бряг се издига леден купол с овална форма със 17,5 км дължина от север на юг и 8,5 км ширина от запад на изток. Максималната дебелина на ледниковата покривка достига до 120 м и на ледения купол се намира и най-високата точка на острова – 260 м н.в. От ледника във всички посоки към съседните брегове през краткото, едномесечно арктическо лято се стичат къси и бързи реки и потоци.
Остров Миън е открит в средата на юни 1916 г. от канадския полярен изследовател Вилялмур Стефансон по време на неговата шестгодишна експедиция (1912 – 1918) в Канадска Арктика. Няколко години по-късно островът е кръстен в чест на тогавашния, 9-и (1920 – 1921, 1926) премиер-министър на Канада Артър Миън (1874 – 1960).
|  | Тази страница частично или изцяло представлява превод на страницата „Миен (остров)“ в Уикипедия на руски. Оригиналният текст, както и този превод, са защитени от Лиценза „Криейтив Комънс – Признание – Споделяне на споделеното“, а за съдържание, създадено преди юни 2009 година – от Лиценза за свободна документация на ГНУ. Прегледайте историята на редакциите на оригиналната страница, както и на преводната страница, за да видите списъка на съавторите. ВАЖНО: Този шаблон се отнася единствено до авторските права върху съдържанието на статията. Добавянето му не отменя изискването да се посочват конкретни източници на твърденията, които да бъдат благонадеждни. |